# Hani Amamou
 (janvier 2019).
Hani Amamou, né le 16 septembre 1997 à Moknine, est un footballeur tunisien évoluant au poste de défenseur central.

## Biographie
Il joue son premier match en Ligue 1 tunisienne le 15 octobre 2016, lors de la réception de la Jeunesse sportive kairouanaise (victoire 3-0). Il inscrit son premier but en Ligue 1 le 3 mai 2017, lors de la réception de l'Étoile sportive de Métlaoui (victoire 3-0).
Le 22 juillet 2024, Amamou paraphe un contrat de deux saisons avec le Raja Club Athletic et devient le troisième joueur tunisien de l'histoire du club, après Adel Chedli et Khaled Korbi.

## Palmarès
- Championnat de Tunisie (2) :
  - Vainqueur : 2022 et 2024
- Coupe de Tunisie (1) :
  - Vainqueur : 2019